# Заменители еды
Заменители еды — препараты в виде напитков, супов, батончиков и др., предназначенные для замены обычного приема пищи; позволяют питаться с контролируемым количеством калорий и питательных веществ. Культуристы иногда используют заменители еды не для контроля веса, а для сокращения времени приготовления и приема пищи, если требуется есть от 5 до 6 раз в день.

## По странам

### ЕС
В странах Евросоюза заменители пищи разделяются на две категории: пищевые добавки для контроля веса и препараты, с той же целью полностью заменяющие обычное питание. Питательные вещества, входящие в состав смесей, регулируются директивой 96/8/ЕС от 26 февраля 1996 года «О пищевых продуктах, предназначенных для использования в диетах пониженной калорийности с целью сокращения веса» . Например, заменители еды должны обеспечивать от 200 до 400 калорий пищевой энергии, из которых на жиры приходится не более 30 %, и содержать не менее указанного количества различных витаминов и минералов. На этикетке должно быть указание о недопустимости применения в течение более трех недель без консультации с врачом, что защищает потребителей от случайного недоедания.

### США
В США понятие «заменитель еды» не определено правилами Food and Drug Administration. Как правило, это понятие относится к продуктам с контролируемой калорийностью, поступающих в продажу в виде батончиков, напитков или порошков. Заменители еды, как правило, содержат от 200 до 250 калорий на порцию с добавлением 20 и более витаминов и минералов и пониженным содержанием жира и сахара.

### Канада
В Канаде заменители пищи регулируется стандартами канадской  продовольственной инспекции и должны соответствовать минимальным требованиям по содержанию калорий, протеина и витаминов, в результате чего некоторые американские продукты в Канаде не допускаются к продаже.

### Украина
На Украине нет четкого определения заменителей еды. Некоторые производители заменителей еды проходят процедуру необязательного сертифицирования УкрСЕПРО, и относят продукт к категории «питание».

### Таиланд
В Таиланде заменители пищи проходят регистрацию в Управлении по контролю за продуктами и лекарствами.

## В популярной культуре
Заменители пищи были характерной особенностью научной фантастики, особенно в жанре космических путешествий, начиная с фильма Санта Клаус завоевывает марсиан (1964) и сериала Затерянные в космосе (1965).